# Incadelphys
Incadelphys is een geslacht van uitgestorven buideldierachtigen. Het geslacht omvat één soort, I. antiquus, en dit dier leefde tijdens het Paleoceen in Zuid-Amerika. 

## Fossiele vondsten
Fossielen van Incadelphys zijn gevonden in de Santa Lucía-formatie in Bolivia, die dateert uit het Vroeg-Paleoceen (circa 65 miljoen jaar geleden).

## Kenmerken
Incadelphys had het formaat van een huismuis.

## Verwantschap
Incadelphys behoort binnen de Pucadelphyda tot de "SAMI"-clade, verwijzend naar de geslachten Szalinia, Aenigmadelphys, Marmosopsis en Incadelphys.